# Porto (Neapel)
Porto ist der 12. von den 30 Stadtteilen (Quartieri) der süditalienischen Hafenstadt Neapel. Er gehört zum Historischen Zentrum (Centro Storico) und zählt sozioökonomisch gesehen zu dessen mittelreichen Stadtteilen.

## Geographie und Demographie
Porto ist 1,14 Quadratkilometer groß und hatte im Jahr 2009 5.738 Einwohner.